# Chuck Wepner
Chuck Wepner (Nova Iorque, 26 de fevereiro de 1939) é um ex-boxeador peso-pesado norte-americano conhecido por levar à lona o lendário Muhammad Ali em 1975. Ali venceu a luta, mas somente no último assalto.
Essa luta inspirou Sylvester Stallone a criar o roteiro de Rocky. De fato, Chuck passou a se referenciar e a ser conhecido como "The Real Rocky".
Tudo começou quando Stallone foi assistir a luta de boxe entre o campeão Muhammad Ali e o até então desconhecido boxeador Chuck Wepner em março de 1975. Todos imaginavam que Muhammad dominaria a luta tranquilamente.
No entanto, Wepner foi valente e lutou até o 15o round do combate e chegou a derrubar Muhammad.
Stallone se inspirou na luta e decidiu escrever "Rocky, Um Lutador". Em apenas três dias estava pronto o roteiro do filme que seria indicado a 10 Oscars, melhor Ator (Sylvester Stallone), melhor Atriz (Talia Shire), melhor Ator Coadjuvante (Burt Young e Burgess Meredith), melhor Roteiro Original, melhor Canção Original ("Gonna fly now"), melhor Som, melhor Filme, melhor Diretor e melhor Edição ganhando 3 deles (Filme, Diretor e Edição).
O filme que custou U$1,1 milhão e faturou só nos Estados Unidos U$ 117,23 milhões rendeu um apelido que Chuck se orgulha até hoje.